# ناثان ميليكوفسكي

ناثان ميليكوفسكي (بالروسية: Натан Милейковский أصد: [nɐˈtan mʲɪlʲɪjˈkofskʲɪj]أصد: [nɐˈtan mʲɪlʲɪjˈkofskʲɪj]، بالعبرية: נתן מיליקובסקי؛ 15 أغسطس 1879 – 4 فبراير 1935) كان ناشطًا سياسيًا صهيونيًا وربانيًا وكاتبًا روسي المولد. ابنه هو العالم والأكاديمي بن صهيون نتنياهو وحفيده هو بنيامين نتنياهو، رئيس وزراء إسرائيل الحالي.